# Таловая (Балахтинский район)
Таловая — деревня в Балахтинском районе Красноярского края России. Входит в состав городского поселения Посёлок Балахта.

## География
Деревня расположена в 7 км к юго-западу от районного центра Балахта на реке Чулым (приток Оби).

## Население
| 1989 | 2002 | 2010 |
| ---- | ---- | ---- |
| 227  | ↘199 | ↘180 |

Гендерный состав
По данным Всероссийской переписи населения 2010 года 84 мужчины и 96 женщин из 180 чел.